# Karups sommarby
Karups sommarby è un'area urbana della Svezia situata nel comune di Sjöbo, contea di Scania.
La popolazione rilevata nel censimento 2010 era di 344 abitanti .